# Anna Maria de Bruyn
Anna Maria de Bruyn (geboren um 1708 in Zwolle; begraben am 28. Mai 1744 in Amsterdam) war eine niederländische Tänzerin und Schauspielerin.

## Leben
Anna Maria de Bruyn wurde um 1708 in Zwolle geboren, möglicherweise befanden sich ihre Eltern dort auf einer Theatertournee. Ihr Vater war der Schauspieler Jan de Bruyn (gestorben vor 1749), ihre Mutter die Schauspielerin Elizabeth van Bleeck (1684–1751). Sie wuchs in Den Haag auf und hatte einen älteren Bruder Jan. Ein weiteres Geschwisterkind starb früh. Die Familie zog 1779 nach Amsterdam. Dort war die Familie mit den Kindern Anna Maria und Jan für ein Aufführungshonorar von sieben Gulden pro Vorstellung an der Stadsschouwburg Amsterdam engagiert. Ihren ersten Auftritt auf der Bühne hatte sie, als sie etwa 11 Jahre alt war. Eine Ausbildung wird sie bei ihren Eltern erhalten haben.
Dieser Vertrag mit der Familie scheint bis 1727 bestanden zu haben. In dem Jahr wurde das Honorar auf neun Gulden erhöht, unter der Bedingung, dass Anna Maria de Bruyn alle Rollen spielen würde. Einen eigenen Vertrag erhielt sie, als sie 22 Jahre alt war, im Jahr 1730. Sie bekam 4 Gulden pro Vorstellung alleine, während ihre Eltern mit ihrem Bruder gemeinsam 6 Gulden erhielten.
Am 22. Oktober 1733 heiratete Maria de Bruyn in Amsterdam den 22-jährigen den Bühnenschauspieler Jan Punt (1711–1779), seine Eltern waren zunächst gegen diese Eheschließung. Es gab vermutlich auch andere Probleme, denn in dem Jahr vor der Eheschließung, gab Punt sein Debüt und es erschien „Die verlassene Braut“, eine Komödie über ein Mädchen, das von ihrem Geliebten verlassen wird, dann aber einen Mann trifft, der sie trotz der Einwände seiner Eltern heiraten will. Die Dichter des Stückes, Philip Zweerts und sein Bruder sollen, wie in einem zur Komödie veröffentlichten „Schlüssel“, Liebhaber von Punt gewesen sein. Die Hochzeit fand dennoch statt und die Umkleidekabinen des Brautpaares wurden nach Brauch von der Schauspieltruppe in Grün geschmückt und der Wochenmagazinautor Hermanus van den Burg schrieb ein Hochzeitsgedicht für sie.
De Bruyn wurde nach der Hochzeit mit dem gefeierten Jan Punt die Position der ersten Schauspielerin am Theater nicht zuteil. Erste Schauspielerin an der Stadsschouwburg wurde Adriana Maas. Die drei gehörten zusammen mit Izaak Duim zu den Spitzenschauspielern des Theaters. Davon zeugt ein Lobgedicht über eine Aufführung der Tragödie Sertorius im Dezember 1733. Maria de Bruyn spielte „perfekt in Haltung, Sprache und Satz“ gepriesen wurde. Erst 1740 als Adriana Maas nach einem unglücklichen Sturz auf der Bühne ausschied, erhielt Maria de Bruyn die Position als erste Schauspielerin. Zwei Jahre später gab das Ehepaar Punt-de Bruyn an, weniger spielen zu wollen und laut Marten Corver hörte sie 1742 auf, als Komödienschauspielerin und Tänzerin zu arbeiten. In diesem Jahr erhielten sie und ihr Mann vom Theater eine Anerkennung in Höhe von 100 Gulden. De Bruyn muss weiterhin als Tragödienschauspielerin tätig gewesen sein, denn am 27. Januar 1744 spielte sie die „Lucretia“ in „Lucius Junius Brutus“ von Claas Bruin. Bereits einen Monat später, im Mai 1744 starb Anna Maria de Bruyn bei der Geburt ihres sechsten Kindes. Sie wurde am 28. Mai 1744 in der Westerkerk beigesetzt, wo bereits drei ihrer Kinder begraben waren.